# Asesinato de Birna Brjánsdóttir
Birna Brjánsdóttir (1996–2017) fue una mujer islandesa de 20 años que desapareció en la mañana del 14 de enero de 2017 tras salir de un club en el centro de Reikiavik (Islandia). Fue hallada muerta ocho días después el 22 de enero luego de una amplia búsqueda, con su cadáver habiendo sido arrojado al mar. Un pescador groenlandés, Thomas Møller Olsen, fue declarado culpable por el asesinato y sentenciado a 19 años de prisión por el crimen y por posesión de narcóticos.

## Desaparición
Birna Brjánsdóttir vivía con su padre en la ciudad de Reikiavik, concretamente en el suburbio de Breiðholt. En la noche del 13 de enero de 2017, salió con algunos amigos a Húrra, un club en el centro de la ciudad; se fue sola después que ellos, aproximadamente a las 5 a. m. del día siguiente. Algunas cámaras de seguridad la captaron caminando por Laugavegur, principal arteria comercial del centro de Reikiavik, donde desayunó hasta la llegada de un Kia Rio rojo. Luego de que una de sus amigas se comunicara con sus padres, se hizo evidente que Brjánsdóttir no había regresado a casa ni contactado a sus padres. Su madre llamó a varios de sus amigos y compañeros de trabajo, que negaron haber tenido noticias de ella después de la noche del viernes. Tras esto, se contactó a la policía, que inició una extensa búsqueda que duró una semana entera y para la que 800 personas se ofrecieron como voluntarios, la mayor búsqueda jamás realizada en Islandia. Su teléfono celular fue rastreado hasta Hafnarfjörður, mientras que sus zapatos fueron encontrados cerca de la bahía.

## Descubrimiento del cadáver e investigación
La investigación quedó a cargo del detective Grímur Grímsson, hermano de la escritora Vigdís Grímsdóttir y posteriormente representante de Islandia en la Europol. El Kia Rio rojo visto en Laugavegur fue rastreado por las cámaras de seguridad hasta la bahía de Hafnafjörður; el vehículo había sido rentado por miembros del arrastrero groenlandés Polar Nanoq. Con ayuda del capitán, miembros de la Unidad Especial de la Comisión de Policía Nacional fueron trasladados al barco a través de un helicóptero y arrestaron a los dos principales sospechosos por el asesinato. En el vehículo fueron encontradas manchas de sangre de Brjánsdóttir, mientras que su licencia de conducir fue hallada en el barco. El 22 de enero, su cuerpo fue encontrado en el océano cerca del faro Selvogsviti, en la costa de la península de Reykjanes, más de 40 kilómetros del lugar de su desaparición. El cadáver fue hallada desnudo y la autopsia reveló que la causa de muerte fue ahogamiento, aunque varias marcas también indicaron que había sido estrangulada y golpeada en la cara. No hubo evidencia que sugiriera que hubiese sido víctima de abuso sexual.

## Juicio y sentencia
Thomas Møller Olsen, el miembro del Polar Nanoq que había rentado el Kia Rio rojo y que para entonces tenía 25 años, fue acusado por el asesinato de  Birna Brjánsdóttir el 30 de marzo y declarado culpable en septiembre. Para el momento del juicio, su ADN había sido identificado en el encaje de una de las botas de Brjánsdóttir y también sus huellas en su licencia de conducir; también se descubrió que había comprado productos de limpieza y una cámara de seguridad lo captó limpiando el interior del vehículo. Su compañero Nikolaj Olsen, quien también había sido arrestado, testificó en su contra luego de que un vídeo lo captara dejando el vehículo en evidente estado de ebriedad y regresando al barco varias horas antes que Møller Olsen. Por tanto, Møller Olsen fue declarado culpable y sentenciado a 19 años en prisión por el asesinato, así como por la posesión de 23 kilos de hachís encontrados en su cabina durante la investigación.
En febrero de 2019, Møller Olsen solicitó una libertad condición, que sin embargo fue rechazada. En octubre de ese año, fue transferido a Dinamarca para cumplir su sentencia allí.

## Reacciones
Los asesinatos son raros en Islandia y las mujeres se sentían seguras pidiendo y aceptando ser llevadas por desconocidos; la desaparición de Brjánsdóttir y las noticias de su asesinato causaron gran conmoción entre la población. La escritora de crimen Yrsa Sigurðardóttir expresó que esa clase de asesinatos en Islandia solo habían sido presenciados a través de obras ficticias. El hashtag «Ég er Birna» (Yo soy Birna) se volvió rápidamente tendencia en todas las redes sociales y diversos medios alrededor del mundo divulgaron la noticia. Tras el descubrimiento del cadáver, varios grupos de personas encendieron velas y rindieron tributo a Brjánsdóttir tanto en Islandia como Groenlandia. Aproximadamente 2000 personas, entre ellas el presidente y primer ministro de Islandia, asistieron al funeral llevado a cabo en Hallgrímskirkja. Se incrementó el número de cámaras de seguridad en Reikiavik y se creó un servicio para solicitar transporte exclusivo para mujeres llamado Skutlarar. Después del descubrimiento del cadáver, Polar Nanoq donó varias sumas de dinero a aquellos que habían sido voluntarios en su búsqueda.